# Episodi di V.I.P. (terza stagione)
La terza stagione della serie televisiva V.I.P. è stata trasmessa negli Stati Uniti in Syndication a partire dal 7 ottobre 2000.
 In Italia la serie è stata trasmessa da Italia 1 a partire da 27 settembre 2008.
| nº | Titolo originale         | Titolo italiano               | Prima TV USA     | Prima TV Italia   |
| -- | ------------------------ | ----------------------------- | ---------------- | ----------------- |
| 1  | Survi-Val                | Survi-Val                     | 7 ottobre 2000   | 27 settembre 2008 |
| 2  | Loh-Down Dirty Shame     | La Maledizione della Maschera | 14 ottobre 2000  | 4 ottobre 2008    |
| 3  | For Val's Eyes Only      | Una Vecchia Conoscenza        | 21 ottobre 2000  | 11 ottobre 2008   |
| 4  | V.I.P., R.I.P.           | Missione Improbabile          | 28 ottobre 2000  | 18 ottobre 2008   |
| 5  | Throw Val From the Train | Getta Val dal Treno           | 4 novembre 2000  | 25 ottobre 2008   |
| 6  | Run, Val, Run            | Corri,Val,Corri               | 11 novembre 2000 | 1º novembre 2008  |
| 7  | Magnificent Val          | Maestra di Val...ore          | 18 novembre 2000 | 8 novembre 2008   |
| 8  | ExValibur                | Ex Valibur                    | 25 novembre 2000 | 15 novembre 2008  |
| 9  | Get Vallery              | Il Grande Bluff               | 13 gennaio 2001  | 22 novembre 2008  |
| 10 | Bodyguards               | Cattivo Giudice               | 20 gennaio 2001  | 29 novembre 2008  |
| 11 | Val in Space             | Val nello Spazio              | 27 gennaio 2001  | 6 dicembre 2008   |
| 12 | Val Squared              | Val al Quadrato               | 3 febbraio 2001  | 13 dicembre 2008  |
| 13 | Val on Fire              | Val al Fuoco                  | 10 febbraio 2001 | 20 dicembre 2008  |
| 14 | A.I. Highrise            | Sicurezza Artificiale         | 17 febbraio 2001 | 26 dicembre 2008  |
| 15 | Val In Carnation         | Visioni dal Passato           | 24 febbraio 2001 | 3 gennaio 2009    |
| 16 | Goodfidellas             | Il Buon Fidel                 | 7 aprile 2001    | 10 gennaio 2009   |
| 17 | Amazon Val               | La Ragazza della Giungla      | 14 febbraio 2001 | 17 gennaio 2009   |
| 18 | Val Under Covers         | Val Sotto Copertura           | 21 aprile 2001   | 24 gennaio 2009   |
| 19 | Aqua Valva               | Acque Pericolose              | 28 aprile 2001   | 31 gennaio 2009   |
| 20 | Molar Ice Cap            | Calotta di Ghiaccio Molare    | 5 maggio 2001    | 7 febbraio 2009   |
| 21 | It's Val Wonderful Life  | Meravigliosa Vita di Val      | 12 maggio 2001   | 14 febbraio 2009  |
| 22 | Val's Big Bang           | Il Big Bang di Val            | 19 maggio 2001   | 21 febbraio 2009  |